# Matal jezik
Matal jezik (ISO 639-3: mfh; balda, mouktele, muktele, muktile), afrazijski jezik čadske porodice kojim govori 18 000 ljudi (1982 SIL) na istočnom rubu planina Mandara u kamerunskoj provinciji Far North. 
Jedan je od predstavnika skupine biu-mandara. Pismo: latinica.

## Vanjske poveznice
- Ethnologue (14th)
- Ethnologue (15th)